# It Takes a Nation of Millions to Hold Us Back
It Takes a Nation of Millions to Hold Us Back is een muziekalbum van Public Enemy, oorspronkelijk uitgebracht in april 1988.
Het album wordt beschouwd als een meesterwerk in de hiphop.

## Nummers
- Countdown to Armageddon
- Bring the Noise
- Don't Believe the Hype
- Cold Lampin' with Flavor
- Terminator X to the Edge of Panic
- Mind Terrorist
- Louder Than a Bomb
- Caught, Can We Get a Witness
- Show' Em Whatcha Got
- She Watch Channel Zero?!
- Night of the Living Baseheads
- Black Steel in the Hour of Chaos
- Security of the First World
- Rebel Without a Pause
- Prophets of Rage
- Party for Your Right to Fight